# تروریسم در آلمان

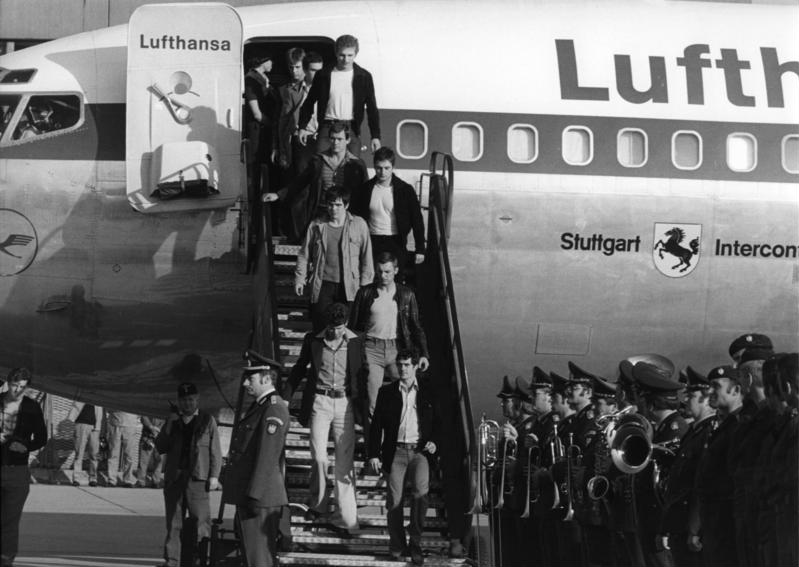
بازگشت تیم GSG9 پس از آزادسازی مسافران در سال ۱۹۷۷ پرواز لوفت هانزا ۱۸۱

تروریسم در آلمان (انگلیسی: Terrorism in Germany) به وقایع تروریستی در آلمان می‌پردازد. این کشور تجربه قابل توجهی در تروریسم در تاریخ خود، به‌طور خاص در جریان جمهوری وایمار و در جریان جنگ سرد، که توسط گروه‌های افراطی چپ و گروه‌های افراطی راست همانند سازمان‌های تروریستی خارجی انجام می‌شده‌است دارد.
در سالهای اخیر هر جناح افراطی چپ و افراطی راست و گروه‌های اسلامی مظنون به اجرای طرحهای تروریستی هستند.

## جنگ سرد
بعد از شکست آلمان در جنگ جهانی دوم وضعیت بی نظمی توسط تعدادی از گروه‌های چپ افراطی و سازمان‌های راست افراطی بعد از آتش‌بس ایجاد شد. هر دو سازمان‌های چپ و راست افراطی میلیتان‌های خودشان را داشتند و ترورهای مورد نظر خود را انجام می‌دادند. برای مثال، وزیر امور خارجه، والتر راتناو در سال ۱۹۲۲ توسط یک گروه راست افراطی ترور شد. اعضای حزب کمونیست آلمان، فرمانده پلیس، پاول آنلاف و فرانس لنکا را در سال ۱۹۳۱ در برلین ترور کردند.

## تروریسم اسلامی
کردها و ترک‌های اسلامی در آلمان نیز فعال هستند. کردها و ترک‌های مسلمان در آلمان با هم همکاری می‌کنند مانند کیس هسته تروریستی سارلند فعال سیاسی، گیدو اشتاینبرگر، گفت که رهبران گروه‌های اسلامی ترکیه در سالهای ۲۰۰۰ به آلمان فرار کرده‌اند و ترک‌ها (کردها) حزب‌الله نیز در بین کردها و ترک‌ها در آلمان جاپا دارند.
همچنین تعدادی زیادی از کردهای عراق حدود ۵۰۰۰۰ تا ۸۰۰۰۰ گروه‌های کردی اسلامی مانند انصارالاسلام را پشتیبانی مالی می‌کنند. (بسیاری از مسلمانان در آلمان از اقوام کرد (کردهای عراقی یا ترکیه) یا ترک هستند. قبل از سال ۲۰۰۶ مسلمانان آلمان کردهای عراق و فلسطینیان غالب بودند ولی بعد از سال ۲۰۰۶ کردها و ترکهای ترکیه غالب شده‌اند.

## کشف گروه‌های تروریستی راستگرا
پلیس المان خبر از کشف یک گروه راستگرا در آلمان داد که قصد داشت به‌طور همزمان به چندین مسجد در شهرهای مختلف آلمان حمله کند، در بازرسی از منازل اعضای این گروه، سلاح‌های گرم و از جمله مسلسل‌های دست‌ساز و نارنجک کشف شده‌است. گفته می‌شود اعضای این گروه همگی شهروندان آلمان هستند.

## تروریسم در آلمان غربی و آلمان متحد
در جریان جنگ سرد به‌طور خاص در سال‌های ۱۹۷۰، آلمان غربی تجربه بسیار سختی از تروریسم که بیشتر توسط گروه‌های تروریستی چپ افراطی اجرا می‌شد و در پاییز سال ۱۹۷۷ به اوج خود رسید، دارد، زمانی که کشور در جدی‌ترین بحران‌های ملی بعد از جنگ در تاریخ به سر می‌برد. عملیات‌های تروریستی در سالهای ۱۹۸۰ و ۱۹۹۰ هم بوده‌است. برخی از گروه‌های تروریستی با تروریسم بین‌المللی ارتباط دارند، گروه‌های میلیتان فلسطینی و توسط دولت کمونیستی آلمان شرقی کمک و تشویق می‌شدند.
| ارتش سرخ مسئول بسیاری از بمبگذاری، تهاجمات، گروگانگیری، کشتن ۳۴ نفر از مردم بین سالهای ۱۹۷۰ و ۱۹۹۸ | هسته‌های انقلابی مسئول ۲۹۶ بمبگذاری بین سالهای ۱۹۷۳ تا ۱۹۹۵ | شعار اصلی، آزادی فلسطین | سپتامبر سیاه       | سوسیالیست ملی مخفی |
| توپماروس در آلمان غربی                                                                             | جنبش ۲ ژوئن                                                | هسته ضد امپریالیستی     | گروه‌های نظامی (mg) | روتا زورا          |

### لیست عملیات‌های مهم انجام شده در آلمان
| آلمان           | آلمان | آلمان                   | آلمان        | آلمان | آلمان                    | آلمان                           | آلمان |
| تاریخ           | Sub   | محل                     | کشته         | زخمی  | نوع                      | انجام دهنده                     | شرح |
| --------------- | ----- | ----------------------- | ------------ | ----- | ------------------------ | ------------------------------- | --- |
| ۱۰ فوریه ۱۹۷۰   |       | مونیخ                   | 0۱           | 0۱۱   | تیراندازی و پرتاب نارنجک | PDFLP فلسطینیان ملی‌گرا          | فرودگاه و خطوط هوایی سه تروریست به اتوبوس حامل مسافرین فرودگاه با شلیک و نارنجک حمله کردند که هر سه نفر دستگیر شدند. .            |
| ۱۱ می ۱۹۷۲      |       | فرانکفورت               | 0۱           | 0۱۳   | بسته انفجاری             | ارتش سرخ                        | دولتی یک بمب در فرماندهی ارتش آمریکا در ساختمان آبرامز در فرانکفورت منفجر شد.                                                     |
| ۲۴ می ۱۹۷۲      |       | هایدلبرگ                | 0۳           | 0۵    | خودروی انفجاری           | ارتش سرخ                        | دولتی یک خودروی بمبگذاری شده پایگاه فرماندهی آمریکا را هدف قرار داد                                                               |
| ۵ سپتامبر ۱۹۷۲  |       | مونیخ                   | ۱۷ (۵ مهاجم) | -     | گروگان‌گیری               | سپتامبر سیاه (فلسطینیان ملی‌گرا) | بازی‌های المپیک ۸ تروریست به دهکده المپیک حمله کردند که ۱۱ اسرائیلی و ۵ تروریست کشته شدند. .                                       |
| ۷ آوریل ۱۹۷۷    |       | کارلسروهه               | 0۳           | -     | تیراندازی                | ارتش سرخ                        | دولتی یک موتورسیلکت به خودروی بازپرس فدرال نزدیک شده و آتش باز می‌کند.                                                             |
| ۳۰ ژوئیه ۱۹۷۷   |       | اوبروزل                 | 0۱           | -     | تیراندازی                | ارتش سرخ                        | تجارت |
| ۵ سپتامبر ۱۹۷۷  |       | کلن                     | 0۵           | -     | گروگان‌گیری               | ارتش سرخ                        | تجارت |
| ۲۷ سپتامبر ۱۹۸۰ |       | مونیخ                   | ۱۲ (۱ مهاجم) | ۲۱۳   | بمبگذاری انتحاری         | گروه نئو نازی                   | شهروندان یک بمبگذاری انتحاری خودش را در نمایشگاه منفجر کرد.                                                                       |
| ۱۵ ژانویه ۱۹۸۲  |       | برلین                   | 0۱           | 0۲۵   | بسته انفجاری             | فلسطینیان ملی‌گرا                | شهروندان در یک رستوران که صاحب آن یهودی بود یک بسته منفجر شد                                                                      |
| ۲۵ اوت ۱۹۸۳     |       | برلین                   | 0۲           | 0۲۳   | بسته انفجاری             | آسالا (ارمنی‌های ملی‌گرا)         | دیپلماتیک یک بسته در ساختمان کنسول فرانسه در برلین منجر شد.                                                                       |
| ۱ فوریه ۱۹۸۵    |       | مونیخ                   | 0۱           | -     | گروگان‌گیری               | ارتش سرخ                        | تجارت Ernst Zimmermann رئیس صنایع هوایی آلمان ترور شد                                                                             |
| ۱۹ ژوئن ۱۹۸۵    |       | فرانکفورت               | 0۳           | 0۴۲   | بسته انفجاری             | -                               | فرودگاه و خطوط هوایی یک بمب قوی در فرودگاه بین‌المللی فرانکفورت منفجر شد.                                                          |
| ۸ اوت ۱۹۸۵      |       | پایگاه هوایی راین مین   | 0۲           | 0۲۰   | خودروی انفجاری           | ارتش سرخ                        | دولتی خودرو در یک پایگاه هوایی نیروهای آمریکایی منفجر شد                                                                          |
| ۴ آوریل ۱۹۸۶    |       | برلین                   | 0۳           | ۲۳۱   | بسته انفجاری             | آژانس‌های لیبی                   | شهروندان بسته در یک دیسکو تک منفجر شد                                                                                             |
| ۹ ژوئیه ۱۹۸۶    |       | مونیخ                   | 0۲           | -     | بسته انفجاری             | ارتش سرخ                        | -- تجارت ترور Karl-Heinz Beckurts رئیس تحقیقات و تکنولوژی کمپانی زیمنس                                                            |
| ۳۰ نوامبر ۱۹۸۹  |       | باد هومبورگ فور در هوهه | 0۱           | 0۱    | بسته انفجاری             | ارتش سرخ                        | -- تجارت ترور بانکدار Alfred Herrhausen                                                                                           |
| ۲۳ نوامبر ۱۹۹۲  |       | مولن                    | 0۳           | -     | آتش زا                   | -                               | شهروندان یک کوکتل مولوتف به خانه پناهندگان ترک انداخته شد.                                                                        |
| ۲۸ آوریل ۱۹۹۳   |       | سولینگن                 | 0۵           | 0۱۴   | آتش زا                   | -                               | شهروندان تهاجم ۴ جوان نئو نازی و آتش زدن خانه‌های پناهندگان ترک                                                                    |
| ۹ ژوئن ۲۰۰۴     |       | کلن                     | -            | 0۲۲   | بمب لوله‌ای               | سوسیالیست‌های ملی مخفی           | شهروندان |
| ۲۵ آوریل ۲۰۰۷   |       | هایلبرون                | 0۱           | 0۱    | گروگان‌گیری               | سوسیالیست‌های ملی مخفی           | دولتی |
| ۲ مارس ۲۰۱۱     |       | فرانکفورت               | 0۲           | 0۲    | گروگان‌گیری               | آرید اوکا (اسلامگرا)            | دولتی شلیک به اتوبوس فرودگاه نیروهای آمریکایی.                                                                                    |
| ۱۷ سپتامبر ۲۰۱۵ |       | برلین                   | 0۱ (مجرم)    | 0۱    | حمله با چاقو             | رفیق محمد یوسف (اسلامگرا)       | دولتی حمله به یک پلیس |
| ۲۶ فوریه ۲۰۱۶   |       | هانوفر                  | -            | 0۱    | حمله با چاقو             | سافیه (اسلامگرا)                | دولتی یک دختر ۱۵ ساله به یک پلیس حمله کرد"                                                                                        |
| ۱۹ ژوئیه ۲۰۱۶   |       | وورتسبورگ               | 0۱ (مجرم)    | 0۵    | حمله با وسیله برنده      | رضاخان احمدزی (داعش)            | شهروندان |
| ۲۴ ژوئیه ۲۰۱۶   |       | آنسباخ                  | 0۱ (مجرم)    | 0۱۲   | انتحاری                  | محمد دالیل (داعش)               | شهروندان |
| ۱۹ دسامبر ۲۰۱۶  |       | برلین                   | ۱۲           | 0۵۶   | حمله با کامیون           | داعش                            | شهروندان |
| ۱۱ آوریل ۲۰۱۷   |       | دورتموند                | 0۰           | 0۳    | بسته انفجاری             | انگیزه‌های مالی                  | شهروندان |
| ۲۸ ژوئیه ۲۰۱۷   |       | هامبورگ                 | 0۰           | 0۳    | حمله با سلاح سرد         | احتمالاً تروریستی                | شهروندان یک مرد ۲۶ساله اهل امارات وارد سوپرمارکتی شده و با شعار الله اکبر با چاقو به نفرات سوپرمارکت حمله می‌کند. مهاجم دستگیر شد. |

### طرح‌های مهم عملیاتی کشف شده
- طرح بمبگذاری قطار آلمان ۲۰۰۶
- طرح بمبگذاری در آلمان ۲۰۰۷
- طرح عملیاتی اسکانبورن- فرانکفورت ۲۰۱۵
- طرح تروریستی دوسلدورف ۲۰۱۶
- طرح تروریستی چمنیتز ۲۰۱۶
- طرح تروریستی لودویگ شافن ۲۰۱۶
- طرح تروریستی برلین ۲۰۱۷

### عملیات‌های تروریستی بین‌المللی و خسارت‌های مهم آلمان
- در بمبگذاری اندونزی در ۱۲ اکتبر سال ۲۰۰۲ شش شهروند آلمانی کشته شدند.
- در بمبگذاری جزیره سیناگوگو در تونس در ۱۱ آوریل ۲۰۰۲ تعداد ۱۴ آلمانی کشته شدند.
- در بمبگذاری استانبول در سال ۲۰۱۶ تعداد ۱۲ توریست آلمانی کشته شدند.

## واکنش‌ها در مقابل تروریسم
تروریسم در سال‌های ۱۹۷۰ یک فرهنگ سیاسی و یک سیاست جدیدی را علیه تروریسم در آلمان شکل داد. همچنین باعث تشکیل واحدهای نیروی ضد تروریستی GSG9 در سال ۱۹۷۲ شد.
در فرهنگ عمومی تعدادی کتاب و فیلم علیه تروریسم تهیه شد.

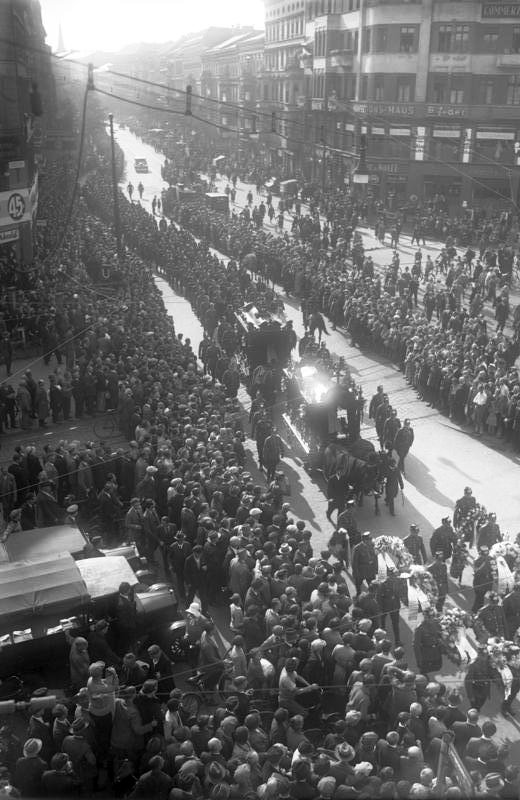
شهروندان برلینی در مراسم تشییع فرماندهان پلیس «آنالوف» و «فرانس لانک» در سال ۱۹۳۱

### فیلم‌ها
- مردن سخت
- (۱۹۶۹) نام تجاری (پستانداران)
- (۱۹۷۵) آخرین افتخار کاترینا بلوم
- (۱۹۷۸) پاییز آلمان
- (۱۹۷۹) نسل سوم
- (۱۹۸۱) خواهران آلمانی
- (۱۹۸۶) استامهایم
- Todesspiel (۱۹۹۷)
- (۲۰۰۰) وضعیتی که من در آن هستم
- (۲۰۰۰) علائم ریتا
- (۲۰۰۱)جعبه سیاه
- (۲۰۰۲) بایدر
- (۲۰۰۳) دشمن وطن
- (۲۰۰۳) در عشق با ترور
- (۲۰۰۵) مونیخ
- (۲۰۰۸) اردوگاه بادرمانهوف
- (۲۰۱۰) بچه‌های انقلاب

## اقدام آلمان برای تشخیص هویت افراد
براساس گزارش رسانه‌ها در اول اوت ۲۰۱۷ پلیس آلمان برای نخستین بار طرح تشخیص چهره به کمک هوش مصنوعی را در یکی از ایستگاه‌های قطار برلین پایتخت آلمان آزمایش می‌کند. هدف از این طرح تشخیص چهره ذخیره شده فرد بر اساس داده‌های بیومتریک در میان توده مردم است. براساس مقاصد پلیس آلمان از این شیوه برای تشخیص افراد خطرآفرین یا افرادی که ممکن است خطرآفرین باشند، استفاده می‌شود. این طرح در مرحله آزمایشی قرار دارد و در همین مراحل اولیه با مخالفت عمده مدافعان حریم خصوصی شهروندان مواجه شده‌است.